# Карл Кундман
Карл Кундман (Беч, 15. јун 1838 — Беч, 9. јун 1919) био је аустријски вајар.

## Биографија
Кундман је студирао на Академији лепих уметности у Бечу. После шест година отишао је у Дрезден да учи код Ернста Јулијуса Ханела, који је имао велики утицај на његов стил. Од 1865. до 1867. живео је у Риму, где је радио на пројекту Шубертовог споменика који је постављен у Бечком градском парку. Израду овог споменика наручило је Бечко мушко хорско друштво, а финансирао је Николаус Думба. Где поставити статуу, било је предмет многих дебата. Градоначелник Беча Андреас Зелинка је желео да се постави на истакнуто место, али је 1868. године превладао Уметнички саветодавни одбор који је одабрао „интимнију“ локацију између дрвећа на ивици травњака. Исте године је постављен темељ, а споменик (са три рељефа Теофила Ханзена) је откривен 1872. године. Рад је био толико квалитетан да је Кундману донео место професора на Академији, где је предавао до пензионисања 1909. Кристијан Беренс је вероватно његов најпознатији ученик.
Године 1872, Кундман је учествовао на конкурсу за израду делова споменика надвојвоткињи Марији Терезији, који ће бити постављен између Природњачког музеја и Музеја историје уметности у Бечу. Кундман је добио наруџбине за неколико статуа у оба музеја. Радио је и на спомен обележјима Францу Грилпарцеру и Вилхелму фон Тегетофу, као и на скулптурама за Градску већницу, ново крило Палате Хофбург и аркаде Универзитета у Бечу.
Неколико недеља након смрти Карла Кундмана, улица у Ландштрасе је преименована у Кундмангасе.

## Одабрани радови
- 1867–1873: Статуе Рудолфа I од Немачке, Леополда I, Mаркгрофа Аустрије, Принца Еугена Савојског и Шарла Бонавентуре де Лонгевала у Војно-историјском музеја у бечком Арсеналу.[1]
- 1877: Такмичење за споменик Грилпарцеру у Фолксгартену: Кундман је добио задатак да уради главну фигуру, а Рудолф Вајер рељефне панеле. Споменик је откривен 1889. године.
- 1886 Споменик Тегетхофу у Пратерштерну (трг у округу Леополдштат).
- 1898 – 1902 Атена фонтана испред зграде Аустријског парламента .